# Albrecht II. (Braunschweig-Wolfenbüttel-Göttingen)
Albrecht II. (* um oder vor 1268; † 22. September 1318), Herzog zu Braunschweig-Lüneburg war Fürst von Braunschweig-Wolfenbüttel-Göttingen und wurde der Fette, der Feiste oder auf Lateinisch pinguis genannt.

## Leben
Albrecht war der zweite Sohn Herzog Albrechts des Großen und dessen Frau Adelaide von Montferrat († 1285). Nach dem Tode seines Vaters im Jahr 1279 stand er mit seinen Brüdern Wilhelm und Heinrich zunächst noch unter der Vormundschaft seiner Mutter sowie seines Onkels, des Bischofs Konrad von Verden. Bald übernahm dann sein Bruder Heinrich die Herrschaft für sich und seine beiden Brüder, bis es 1286 zur Teilung des Erbes kam.
Die Herrschaft Albrechts umfasste die ehemaligen northeimischen Gebiete des Herzogtums, außerdem das Gebiet Oberwald, zu welchem die Städte Göttingen, Münden, die Pfalz Grona, Northeim und das Land zwischen Deister und Leine und Calenberg mit Hannover zählten. 1303 erwarb er Nienover. Als Herrschaftssitz wählte Albrecht die Burg Bollruz (auch Ballerhus) in Göttingen.
Nach dem Tod seines Bruders Wilhelm im Jahr 1292 kam es zum Streit mit seinem Bruder Heinrich über das Erbe. Unter anderem durch die Unterstützung der Stadt Braunschweig entschied Albrecht nach sieben Jahren den Streit für sich, sein Bruder blieb in seinem bereits 1291 begründeten Fürstentum Grubenhagen.
Albrecht wurde im Braunschweiger Dom beigesetzt.

## Nachkommen
Er heiratete 1284 Rixa von Werle (um 1270; † 26. November 1317), Enkelin von Birger Jarl. Sie hatten folgende Kinder:
- Adelheid (1290–1311), Johann von Hessen († 1311)
- Otto der Milde von Braunschweig-Göttingen (24. Juni 1292–30. August 1344)
- Mechtildis/Matilde (1293–1. Juni 1356), Heinrich V. von Honstein-Sondershausen (1290–1356)
- Albrecht II. von Braunschweig-Lüneburg (1294–1358), Bischof von Halberstadt
- Wilhelm (1295–1318), Ritter des Deutschen Ordens
- Heinrich III. von Braunschweig-Lüneburg (1297–1363), Bischof von Hildesheim
- Richenza (1298–26. April 1317), Nonne in Kloster Wienhausen
- Johann (1300–1321), Ritter des Deutschen Ordens
- Bruno (1303–31. Oktober 1306)
- Magnus I. von Braunschweig (1304–1369)
- Ernst von Braunschweig-Göttingen (1305–1367)
- Lüder (1307–17. Mai 1319)
- Judith/Jutta (1309–1332)